# Лаура Артс
Лаура Артс (нід. Laura Aarts, 10 серпня 1996) — нідерландська ватерполістка.
Призерка Чемпіонату світу з водних видів спорту 2015, 2022 років.